# Archophileurus fimbriatus
Archophileurus fimbriatus är en skalbaggsart som beskrevs av Hermann Burmeister 1847. Archophileurus fimbriatus ingår i släktet Archophileurus och familjen Dynastidae. Inga underarter finns listade.